# Anders Lyrbring
Anders Christer Lyrbring (ur. 21 marca 1978 w Göteborgu) – były szwedzki pływak, specjalizujący się głównie w stylu dowolnym.
Srebrny medalista igrzysk olimpijskich w Atlancie (1996) w sztafecie 4 × 200 m stylem dowolnym. Wicemistrz świata na krótkim basenie z Göteborga (1997) w tej samej sztafecie.